# Ralf Metzenmacher

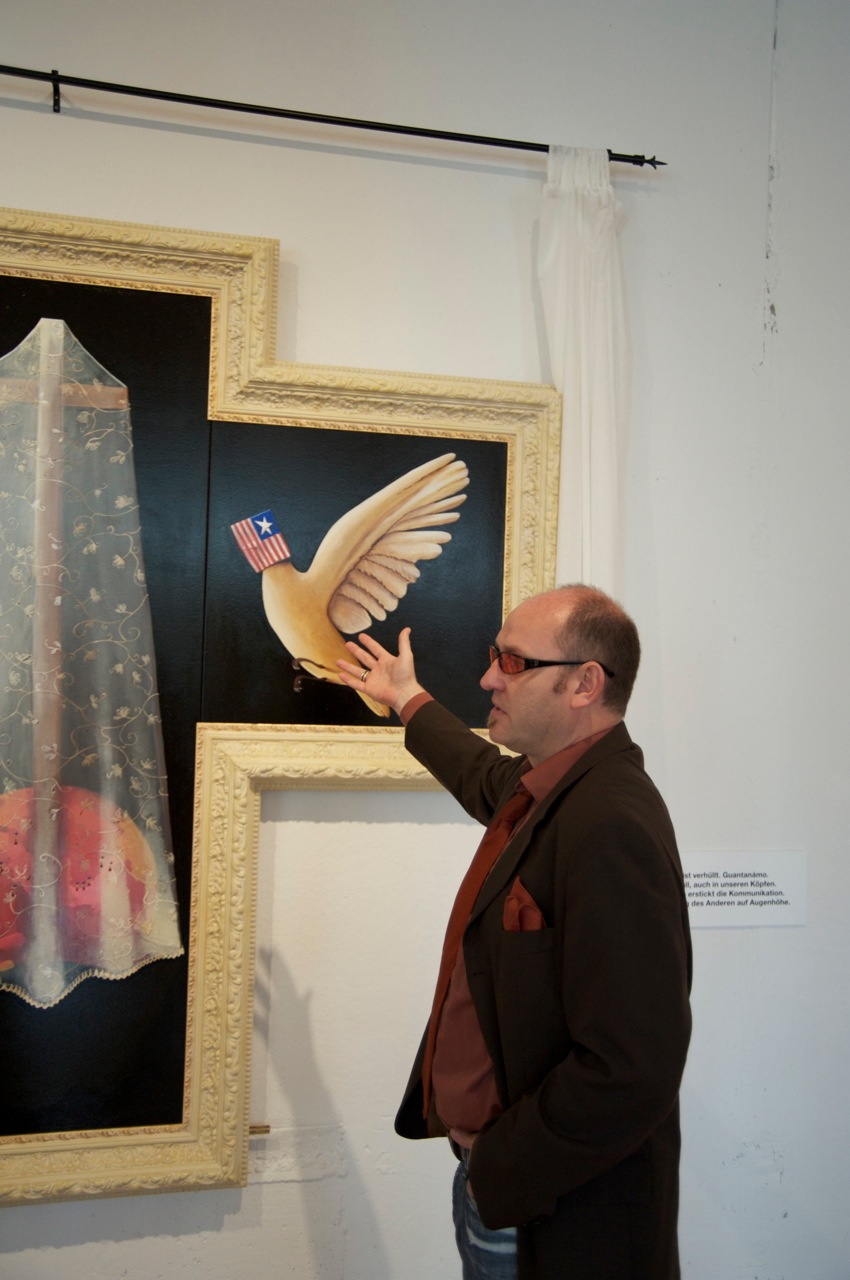
Ralf Metzenmacher, Ausstellung „From Puma to Pan“, 2009

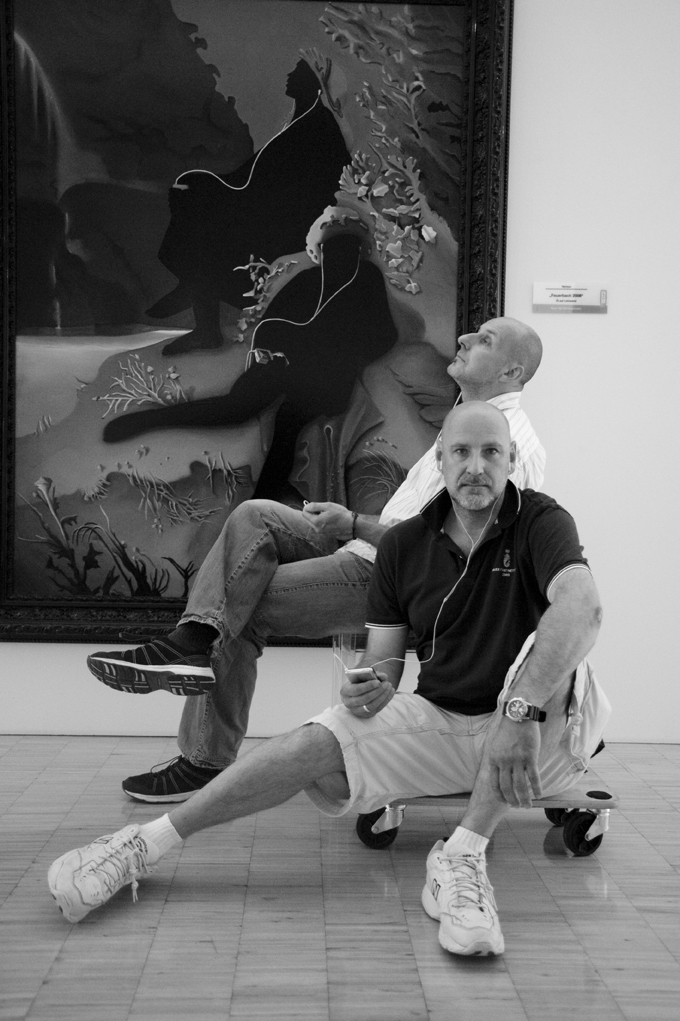
Thorsten und Kai Wingenfelder vor Ralf Metzenmachers Gemälde „Feuerbach 2008“, 2009

Ralf Metzenmacher (* 26. Juli 1964 in Aachen; † 3. August 2020) war ein deutscher Maler und Designer.

## Leben
Metzenmacher studierte von 1986 bis 1991 Objekt- und Produktdesign mit dem Schwerpunkt Malerei und Zeichnung an der Fachhochschule Aachen bei Christiane Maether und Ulf Hegewald. Von 1991 bis 2004 war er als Designer bei der Puma AG beschäftigt. Zuletzt war er dort als Director für die Bereiche Footwear Europe und Accessories International zuständig. Metzenmacher legte – ähnlich wie Michael Michalsky bei adidas – ältere Puma-Produkte im „Retro-Look“ erfolgreich neu auf. Er war maßgeblich an der Umstrukturierung des Sportartikelherstellers zu einer internationalen Sports-Lifestyle-Marke beteiligt. Seit 2004 war er als freischaffender Künstler tätig. Er lebte und arbeitete in Bamberg.
Metzenmacher starb im August 2020 nach einer längeren Radtour in Thüringen.

## Malerei
Seit den frühen 1980er Jahren beschäftigte sich Metzenmacher mit Malerei. Während seines Studiums und neben seiner Tätigkeit als Designer malte er zahlreiche Genreszenen und Stillleben, die im Buch „Die andere Welt“ (Selbstverlag) dokumentiert sind. Er sah sich als Vertreter und sogenannter „Vorreiter“ der Retro-Art Malerei: eine Synthese/Kombination von Kunst und Design. Metzenmachers surreale Retro-Art versteht sich ferner als „Revitalisierung“ der Stilllebenmalerei des 17. Jahrhunderts und als „Weiterentwicklung“ der Pop-Art.
Metzenmachers Arbeiten wirken lautlos und surrealistisch. Mit diszipliniert zeichnerischer Genauigkeit sind einzelne Gegenstände dargestellt. Sie werden dem natürlichen Umfeld entnommen, stehen einzeln oder in einem künstlich arrangierten Zusammenhang, der von unwirklichem Raum umgeben ist. Die leuchtende, kontrastreiche Farbgebung entfremdet die Materialität der Gegenstände und irritiert den Betrachter. Unverzichtbar gehört ein Rahmen zu jedem Bild, der den Stil vergangener Zeit imitiert.
Die Brüder Kai und Thorsten Wingenfelder, Gründer der Rockband Fury in the Slaughterhouse, komponierten und produzierten für fünf Gemälde von Ralf Metzenmacher die dazu passende „Bild-Musik“.
In dem Bildzyklus „Eine Reise ins Schein-Heilige-Land“ beschäftigte sich Metzenmacher mit den Themen Religion, Politik und Macht.

## Ausstellungen als Maler (Auswahl)

### Einzelausstellungen
- La Trecera – macht Stillleben Malerei heute noch Sinn?, Kunstmeile Kohlenhof, Bamberg, 23. Juli – 24. August 2004
- 11. Bamberger Kunst- & Antiquitätenwochen 2006, schooruum, 21. Juli – 21. August 2006
- Männlichkeit heute, graphic design atelier – Steven P. Carnarius, Bamberg, 13. März – 4. April 2009
- From PUMA to PAN, PAN kunstforum niederrhein, Emmerich am Rhein, 29. August – 18. Oktober 2009[5][6]
- „Das flammende Herz“ – Retro in der Kunst, Galerie Schneeberger, Münster, 1. Juli – 31. Juli 2011[7]

### Gruppenausstellungen
- Mensch und Natur im Einklang – Etagen der Kunst, Giechburg, September bis Oktober 2005
- CURRICULUM ARTE. Christiane Maether und ihre SchülerInnen – Die Aachener Jahre 1982–2006, Suermondt-Ludwig-Museum, 20. Mai – 23. Juli 2006